# Liste des villes du Luxembourg
Cet article présente la liste des villes du Luxembourg, par ordre alphabétique. Bien qu'étant des villes, elles ne constituent pas des espaces urbains et bien que techniquement leur statut soit différent de celui des communes, la différence est inexistante dans la pratique. De plus, parmi elles, seules Esch-sur-Alzette, Differdange, Dudelange et Luxembourg sont des communes de plus de 10 000 habitants.

## Histoire
Historiquement, le statut de ville était conditionné à la possession d'une charte de peuplement garantissant son affranchissement, mais les droits de la cité étaient définis dans les statuts de ville. Une telle charte est attribuée à Echternach en 1236, à Luxembourg en 1244, à Grevenmacher en 1252 et à Vianden en 1308.
La loi de Beaumont affranchit ensuite Bascharage en 1281, Belvaux, Bettembourg avant 1311, Bigonville, Clemency en mars 1260, Differdange en 1388, Eischen et Esch-sur-Alzette avant 1311, Hautcharage en 1281, Hobscheid, Limpach, Linger et Pétange en 1281.
À l'époque moderne, le statut de ville est régi pour la première fois par la loi du 24 février 1843 qui réinstaure le statut de ville, supprimé lors de l'annexion par la France en 1795, à sept villes qui possédaient ce statut, listées ici selon l'ordre indiqué dans le décret : Luxembourg, Diekirch, Grevenmacher, Echternach, Wiltz, Vianden et Remich.
Aucune autre commune ne se voit accorder ce statut pendant près de 60 ans, jusqu'à ce qu'il soit accordé à Esch-sur-Alzette le 29 mai 1906. S'ensuivent l'année suivante, le 4 août 1907, la proclamation du statut de ville aux communes de Differdange, Dudelange, Ettelbruck et Rumelange. Le 7 avril 1914 le statut est accordé à la commune d'Hollerich, sous le nom d'Hollerich-Bonnevoie, mais le perd de facto le 26 mars 1920 quand la commune est rattachée à la ville de Luxembourg.
Le statut de ville est réaffirmé par la loi communale du 13 décembre 1988 qui, tout en remplaçant l'ancienne loi de 1843 et les différents textes ayant accordé ce statut au cours du XXe siècle, le maintient aux communes suivantes, listées selon l'ordre utilisé dans la loi : Luxembourg, Diekirch, Differdange, Dudelange, Echternach, Esch-sur-Alzette, Ettelbruck, Grevenmacher, Remich, Rumelange, Vianden et Wiltz.
Enfin, la loi du 13 février 2011 supprime la particularité concernant la désignation des échevins des villes par le Grand-duc, tous les échevins du pays sont désormais désignés par le ministre de l'intérieur.

## Liste des villes

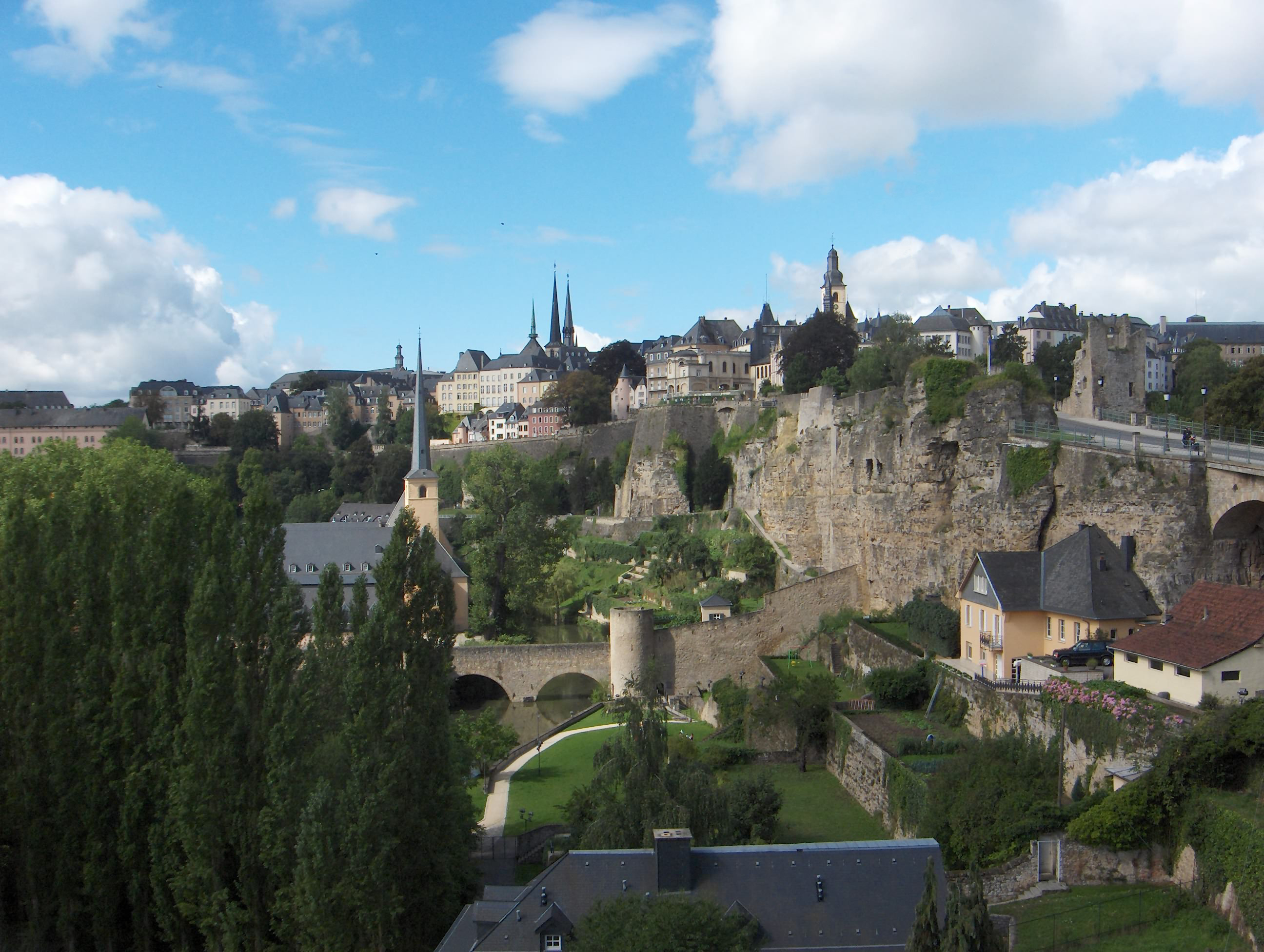
Luxembourg.
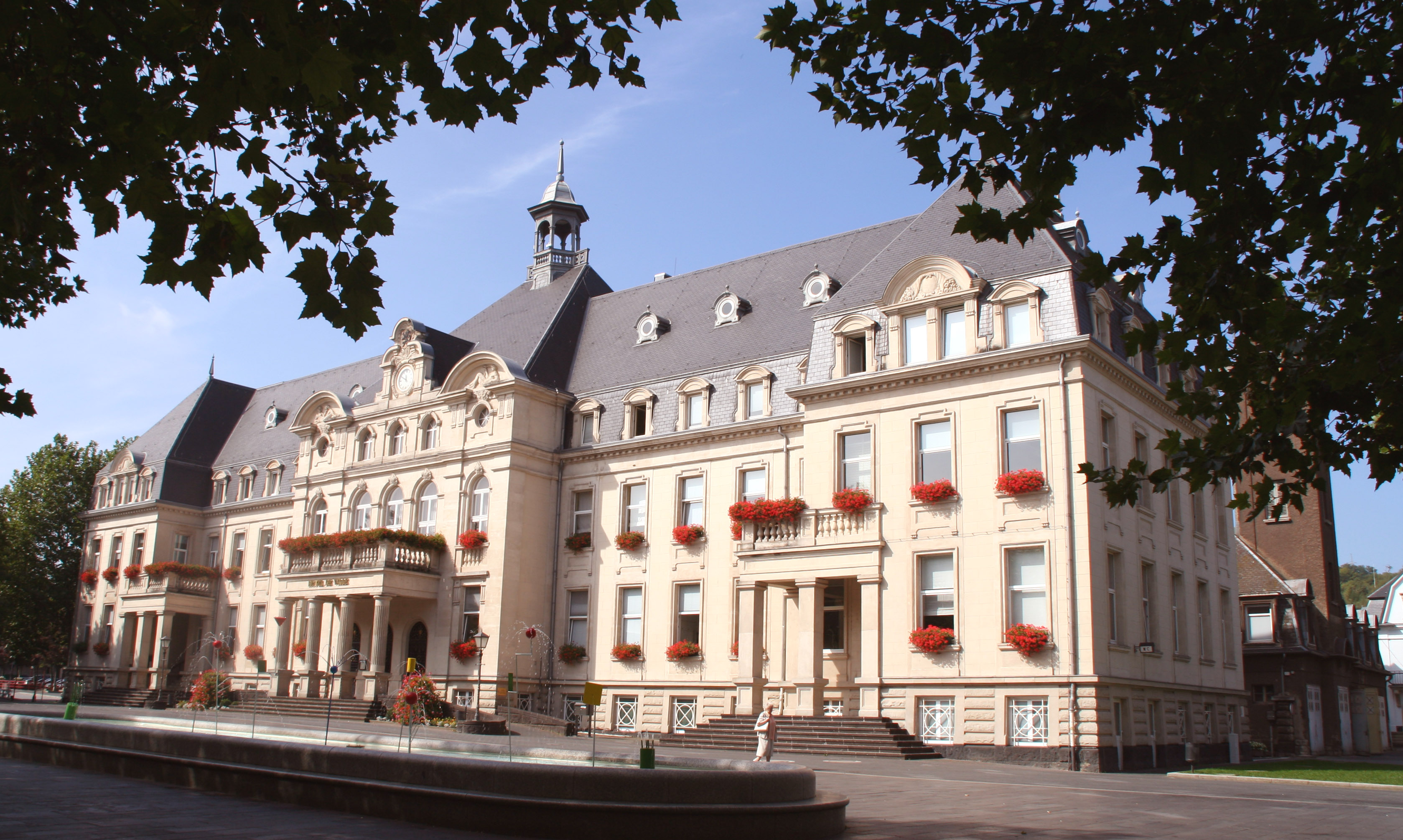
Dudelange.
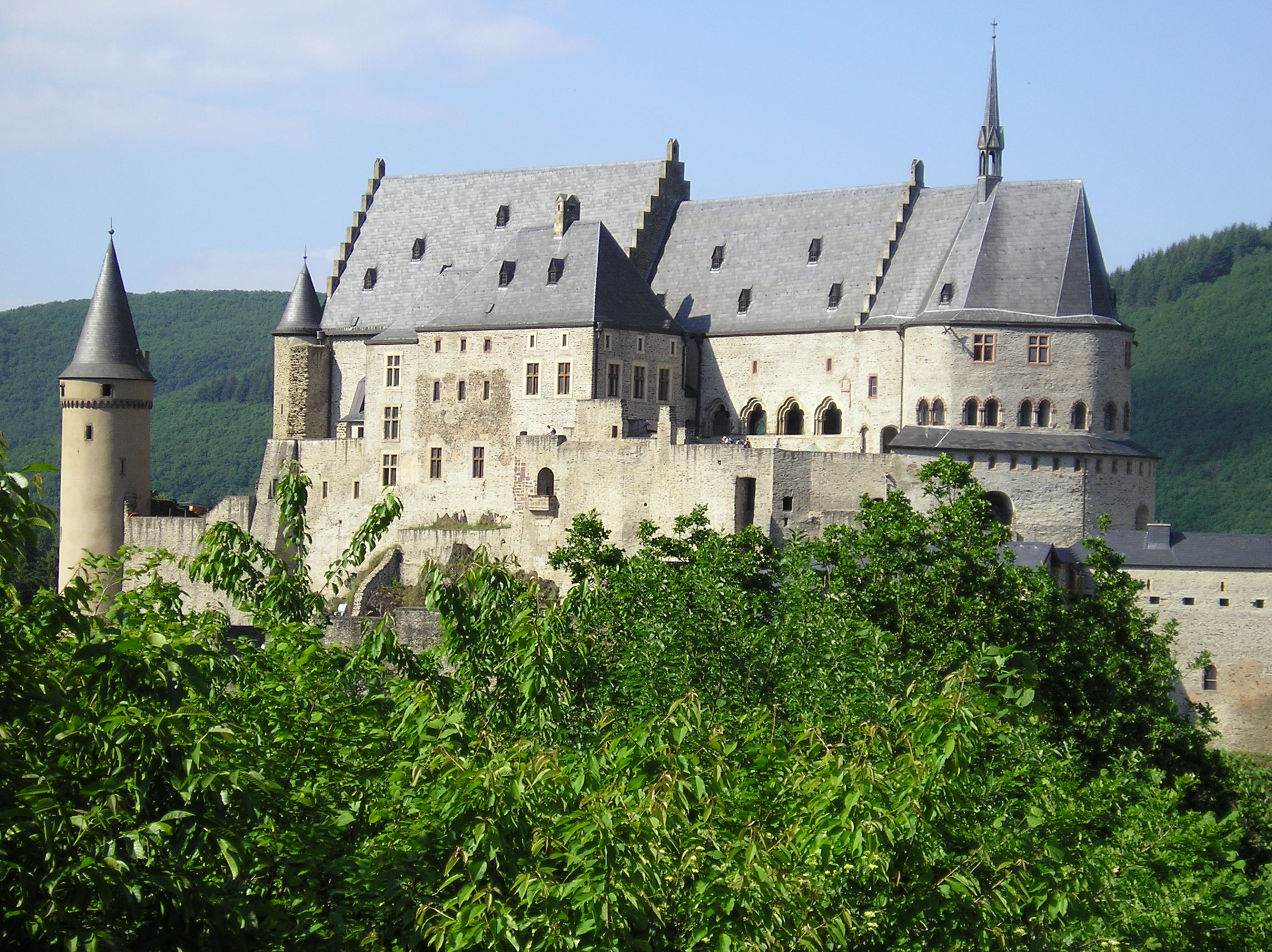
Vianden.

| Armoiries | Nom              | Canton           | Population | Superficie (en km2) | Densité (en hab./km²) | Date de la loi  |
| --------- | ---------------- | ---------------- | ---------- | ------------------- | --------------------- | --------------- |
|           | Diekirch         | Diekirch         | +007 336,  | +0012,42            | 590,7                 | 24 février 1843 |
|           | Differdange      | Esch-sur-Alzette | +030 789,  | +0022,18            | 1 388,1               | 4 août 1907     |
|           | Dudelange        | Esch-sur-Alzette | +022 203,  | +0021,38            | 1 038,5               | 4 août 1907     |
|           | Echternach       | Echternach       | +005 936,  | +0020,49            | 289,7                 | 24 février 1843 |
|           | Esch-sur-Alzette | Esch-sur-Alzette | +037 922,  | +0014,35            | 2 642,6               | 29 mai 1906     |
|           | Ettelbruck       | Diekirch         | +010 149,  | +0015,18            | 668,6                 | 4 août 1907     |
|           | Grevenmacher     | Grevenmacher     | +005 274,  | +0016,48            | 320                   | 24 février 1843 |
|           | Luxembourg       | Luxembourg       | +136 161,  | +0051,46            | 2 646                 | 24 février 1843 |
|           | Remich           | Remich           | +004 149,  | +0005,29            | 784,3                 | 24 février 1843 |
|           | Rumelange        | Esch-sur-Alzette | +005 735,  | +0006,83            | 839,7                 | 4 août 1907     |
|           | Vianden          | Vianden          | +002 221,  | +0009,67            | 229,7                 | 24 février 1843 |
|           | Wiltz            | Wiltz            | +008 310,  | +0039,25            | 211,7                 | 24 février 1843 |